# Росаріо Герріотт
Росаріо Герріотт (англ. Rosario Harriott, нар. 26 вересня 1989) — ямайський футболіст, захисник клубу «Портмор Юнайтед».
Виступав, зокрема, за клуб «Портмор Юнайтед», а також національну збірну Ямайки.

## Клубна кар'єра
У дорослому футболі дебютував 2010 року виступами за команду клубу «Портмор Юнайтед», в якій провів чотири сезони, взявши участь у 80 матчах чемпіонату. 
До складу клубу «Гарбор В'ю» приєднався 2014 року. Відіграв за команду з Кінгстона 46 матчів в національному чемпіонаті.
У 2017 році повернувся до клубу «Портмор Юнайтед», кольори якого наразі і захищає.

## Виступи за збірну
2015 року дебютував в офіційних матчах у складі національної збірної Ямайки.
У складі збірної був учасником розіграшу Кубка Америки 2016 року у США.

## Титули і досягнення
- Срібний призер Золотого кубка КОНКАКАФ: 2017